# Vincent Scotto
Vincent Scotto (Marsiglia, 21 aprile 1874 – Parigi, 15 novembre 1952) è stato un compositore francese.

## Biografia
Vincent Scotto nacque il 21 aprile 1874 a Marsiglia da Pasquale Scotto d'Aniello e Antonia Intartaglia, originari dell'isola di Procida. Iniziò la carriera di compositore nel 1906 a Marsiglia per poi trasferirsi più tardi a Parigi. È autore di circa 4000 canzoni e di 60 operette. Amico di Marcel Pagnol, fu l'autore delle musiche dei suoi film. A cavallo degli anni 1940-50 scrisse le musiche di circa 50 film, apparendo come attore in alcuni di essi. Si spense a Parigi il 15 novembre 1952.
Nel 1973 uscì un film biografico per la televisione intitolato La Vie rêvée de Vincent Scotto.